# Got to Give It Up
Got to Give It Up è un brano musicale del cantante statunitense Marvin Gaye, scritto dallo stesso e prodotto da Art Stewart nel dicembre del 1976. Il brano, composto e ideato da Gaye come risposta alle pressanti richieste della Motown che pretendeva sonorità più ballabili e quindi più commerciabili, fu pubblicato nel marzo del 1977 come singolo in supporto dell'album Live at the London Palladium e ottenne un successo immediato. Il singolo raggiunse la prima posizione negli Stati Uniti sia nella classifica pop che in quella R&B, ed ebbe successo anche in altri paesi.

## Descrizione
Uscito nel marzo del 1977, il singolo raggiunse in meno di due mesi la vetta della classifica R&B statunitense, dove rimase stabile per cinque settimane non consecutive. Nel giugno '77 il singolo raggiunse anche la prima posizione della classifica pop generale, diventando il terzo singolo dell'artista ad aver raggiunto la prima posizione di entrambe le classifiche negli Usa. Il singolo arrivò alla prima posizione anche nella classifica dance americana.
Il singolo ebbe un buon successo anche all'estero, entrando in diverse classifiche nazionali. Raggiunse la posizione numero 5 sia nella classifica canadese che nella classifica francese. Anche nella classifica britannica entrò in top10, dove raggiunse la settima posizione. Il successo di Got to Give It Up aiutò l'album Live at the London Palladium a incrementare le vendite e a rimanere nella classifica degli album più venduti negli USA.
In seguito al successo di Blurred Lines, singolo di Robin Thicke e Pharrell Williams pubblicato il 26 marzo 2013, gli eredi di Gaye hanno denunciato i due artisti sostenendo che il brano fosse un plagio di questa canzone. Dopo una prima condanna c'è stato un ricorso in appello e nel 2018 un tribunale federale di Los Angeles ha condannato Thicke e Williams al pagamento di 5 milioni di dollari per violazione del copyright.

## Classifiche
| Classifica (1977)        | Posizione |
| ------------------------ | --------- |
| Belgio (Fiandre)         | 21        |
| Canada                   | 5         |
| Francia                  | 5         |
| Olanda                   | 24        |
| Nuova Zelanda            | 31        |
| Regno Unito              | 7         |
| US Billboard Hot 100     | 1         |
| US Hot Soul Singles      | 1         |
| US National Disco Action | 1         |

## Versione di Aaliyah
La versione della cantante statunitense Aaliyah è stata incisa per il secondo album dell'artista, One in a Million, e presenta la partecipazione del rapper Slick Rick. La versione di Aaliyah è stata pubblicata nell'ottobre del 1996 come secondo singolo estratto dall'album.

### Video
Il videoclip del brano è stato diretto da Paul Hunter e si apre con Aaliyah alla guida di un'automobile che parcheggia in quanto rapita dall'ologramma di Marvin Gaye che si esibisce dietro una vetrina dall'altra parte del marciapiede. La cantante scende dall'auto ed entra nella vetrina per esibirsi nella canzone insieme all'ologramma, con l'aiuto di un microfono argentato che pende dal soffitto. Durante la performance, una nutrita folla di giovani si accalca davanti alla vetrina e inizia a ballare, e successivamente la cantante rompe il vetro con la scarpa, per raggiungere la folla. Il caos creato blocca il traffico in strada e richiama l'intervento di un agente di polizia. La cantante indossa nel video una giacca arancione lucida, un top nero e pantaloni a vita bassa larghi.

### Classifiche
| Classifica (1996/1997) | Posizione |
| ---------------------- | --------- |
| Nuova Zelanda          | 34        |
| Regno Unito            | 37        |